# Drużynowe Mistrzostwa Świata na Żużlu 1962
Drużynowe Mistrzostwa Świata na Żużlu 1962 – 3. edycja drużynowych mistrzostw świata na żużlu. Zawody finałowe odbyły się 29 lipca 1962 roku w czechosłowackim Slaným.
Tytułu mistrzowskiego, wywalczonego w 1961 roku we Wrocławiu, broniła reprezentacja Polski.

## Eliminacje

### Runda skandynawska
- 23 kwietnia 1962 r. (poniedziałek),  Vetlanda
- Awans do Finału Światowego: 1 - Szwecja

| Miejsce | Kraje     | Suma | Zawodnicy                                                                    | Pkt.          | Pkt bieg. |
| ------- | --------- | ---- | ---------------------------------------------------------------------------- | ------------- | --------- |
| 1       | Szwecja   | 41   | Ove Fundin Rune Sörmander Leif Larsson Joel Jansson rez. G. Johansson        | 12 12 11 6 ns | b.d.      |
| 2       | Norwegia  | 24   | Äge Hansen Sverre Harrfeldt Egil Bratvold Cato Agnor rez. Per Aulie          | 9 8 5 2 ns    | b.d.      |
| 3       | Dania     | 17   | Kurt W. Pedersen Svend Nissen Einar Hansen John S. Andersen rez. Bent Jensen | 9 5 3 ns      | b.d.      |
| 4       | Finlandia | 14   | Timo Laine Kalevi Lahtinen Antti Pajari Ilkka Helminen rez. Esko Koponen     | 5 4 3 0 2     | b.d.      |

### Runda centralnoeuropejska
- 15 lipca 1962 r. (niedziela),  Liberec
- Awans do Finału Światowego: 1 - Czechosłowacja
- Druga reprezentacja czechosłowacka zastąpiła zachodnioniemiecką drużyną.

| Miejsce | Kraje            | Suma | Zawodnicy                                                                    | Pkt.       | Pkt bieg. |
| ------- | ---------------- | ---- | ---------------------------------------------------------------------------- | ---------- | --------- |
| 1       | Czechosłowacja   | 46   | Bedřich Slaný Jaroslav Volf Karel Průša Luboš Tomíček brak zawodnika         | 12 12 11 - | b.d.      |
| 2       | Jugosławia       | 25   | Franc Babič Valent Medved Drago Perko Drago Regvart brak zawodnika           | 9 7 5 4 -  | b.d.      |
| 3       | Czechosłowacja B | 21   | Zdeněk Kovář Pavel Mareš František Hübner Stanislav Svoboda brak zawodnika   | 8 5 4 -    | b.d.      |
| 4       | Austria          | 4    | Josef Bössner Johan Hartl Helmut Happer Kurt Schwingenschlogl brak zawodnika | 3 1 0 -    | b.d.      |

### Runda wschodnioeuropejska
- 15 lipca 1962 r. (niedziela),  Rzeszów
- Awans do Finału Światowego: 1 - Polska

| Miejsce | Kraje             | Suma | Zawodnicy                                                                                                 | Pkt.          | Pkt bieg.                                   |
| ------- | ----------------- | ---- | --- | ------------- | ------------------------------------------- |
| 1       | Polska            | 43   | (1) Florian Kapała (2) Marian Kaiser (3) Henryk Żyto (4) Stefan Kępa rez. Joachim Maj                     | 12 12 7 12 ns | (3,3,3,3) (3,3,3,3) (3,3,1,w) (3,3,3,3) ns  |
| 2       | Związek Radziecki | 33   | (13) Igor Plechanow (14) Boris Samorodow (15) Farit Szajnurow (16) Leonid Drobiazko rez. Władimir Sokołow | ns 8 9 7      | ns (2,2,2,2) (2,2,3,2) (2,2,2,3) (2,2,2,1)  |
| 3       | Bułgaria          | 13   | (5) Miłko Pejkow (6) Boris Damjanow (7) Dymitr Bajew (8) Krasimir Sokołow rez. S. Łukanow                 | 6 2 3 2 ns    | (1,1,2,2) (1,0,1,0) (0,1,1,1) (0,0,0,2) ns  |
| 4       | NRD               | 7    | (9) Günther Schelenz (10) Werner Frenzel (11) Jürgen Hehlert (12) W. Günther rez. Josef Kohl              | 2 3 1 0       | (0,1,0,1) (1,1,0,1) (1,0,0,0) (0,-,0,0) (0) |

### Runda brytyjska
Wielka Brytania automatycznie w finale.

## Finał światowy
- 29 lipca 1962 r. (niedziela),  Slaný

| Miejsce | Kraje           | Suma | Zawodnicy                                                                        | Pkt.        | Pkt bieg.                                   |
| ------- | --------------- | ---- | -------------------------------------------------------------------------------- | ----------- | ------------------------------------------- |
| 1       | Szwecja         | 36   | Sören Sjösten Björn Knutsson Ove Fundin Göte Nordin rez. Rune Sörmander          | 10 10 5 4 3 | (3,3,3,1) (3,2,3,2) (0,3,3,3) (0,1,3,-) (3) |
| 2       | Wielka Brytania | 24   | Ronnie Moore Barry Briggs Peter Craven Ron How rez. Cyril Maidment               | 10 8 6 0 0  | (3,3,1,3) (2,2,2,2) (1,1,2,2) (0,0,0,-) (0) |
| 3       | Polska          | 20   | Marian Kaiser Florian Kapała Joachim Maj Paweł Waloszek rez. Mieczysław Połukard | 9 5 4 2 0   | (2,3,1,3) (2,1,2,0) (1,2,0,1) (2,0,-,0) (0) |
| 4       | Czechosłowacja  | 16   | Luboš Tomíček Bedřich Slaný Jaroslav Volf Karel Průša rez. Bohumír Bartoněk      | 7 4 3 2 0   | (3,1,2,1) (1,0,1,2) (0,2,1,0) (1,0,-,1) (0) |

## Tabela końcowa
| Miejsce | Kraj              |
| 1       | Szwecja           |
| 2       | Wielka Brytania   |
| 3       | Polska            |
| 4       | Czechosłowacja    |
| 5       | Norwegia          |
|         | Związek Radziecki |
|         | Jugosławia        |
| 8       | Dania             |
|         | Bułgaria          |
| 10      | Finlandia         |
|         | NRD               |
|         | Austria           |